# Naturschutzgebiet Bestwiger Ruhrtal

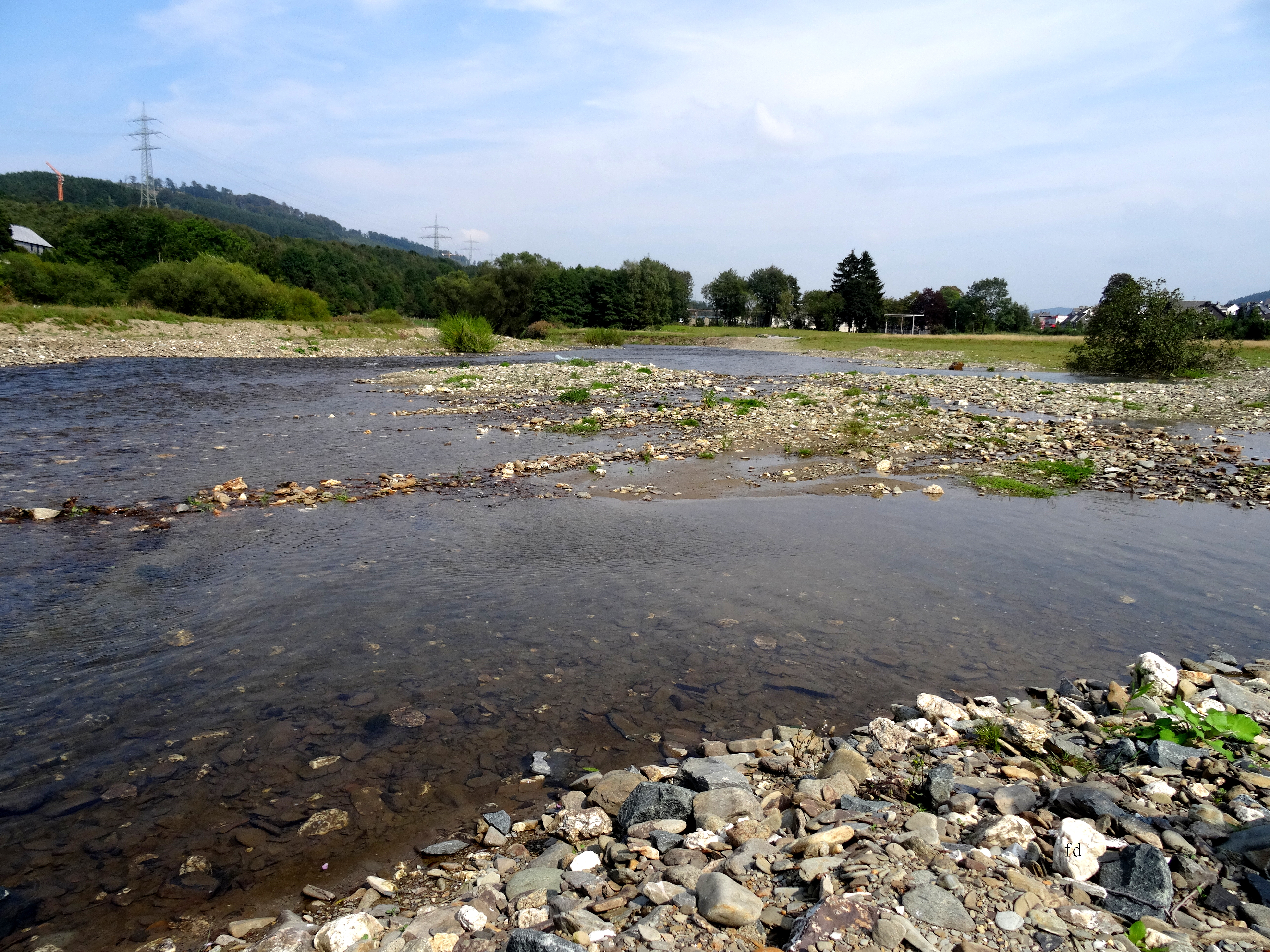
NSG „Bestwiger Ruhrtal“ zwischen Bestwig und Velmede

Das Naturschutzgebiet Bestwiger Ruhrtal mit einer Größe von 83,92 ha liegt im Gemeindegebiet von Bestwig. Das Gebiet wurde 2008 mit dem Landschaftsplan Bestwig durch den Hochsauerlandkreis als Naturschutzgebiet (NSG) ausgewiesen. Das NSG ist gleichzeitig zum Teil als FFH-Gebiet Ruhr (DE-4614-303) ausgewiesen. Das FFH-Gebiet Ruhr umfasst Flächen der Ruhr und Aue von der Ruhrquelle bis nach Fröndenberg im Kreis Unna.

## Gebietsbeschreibung

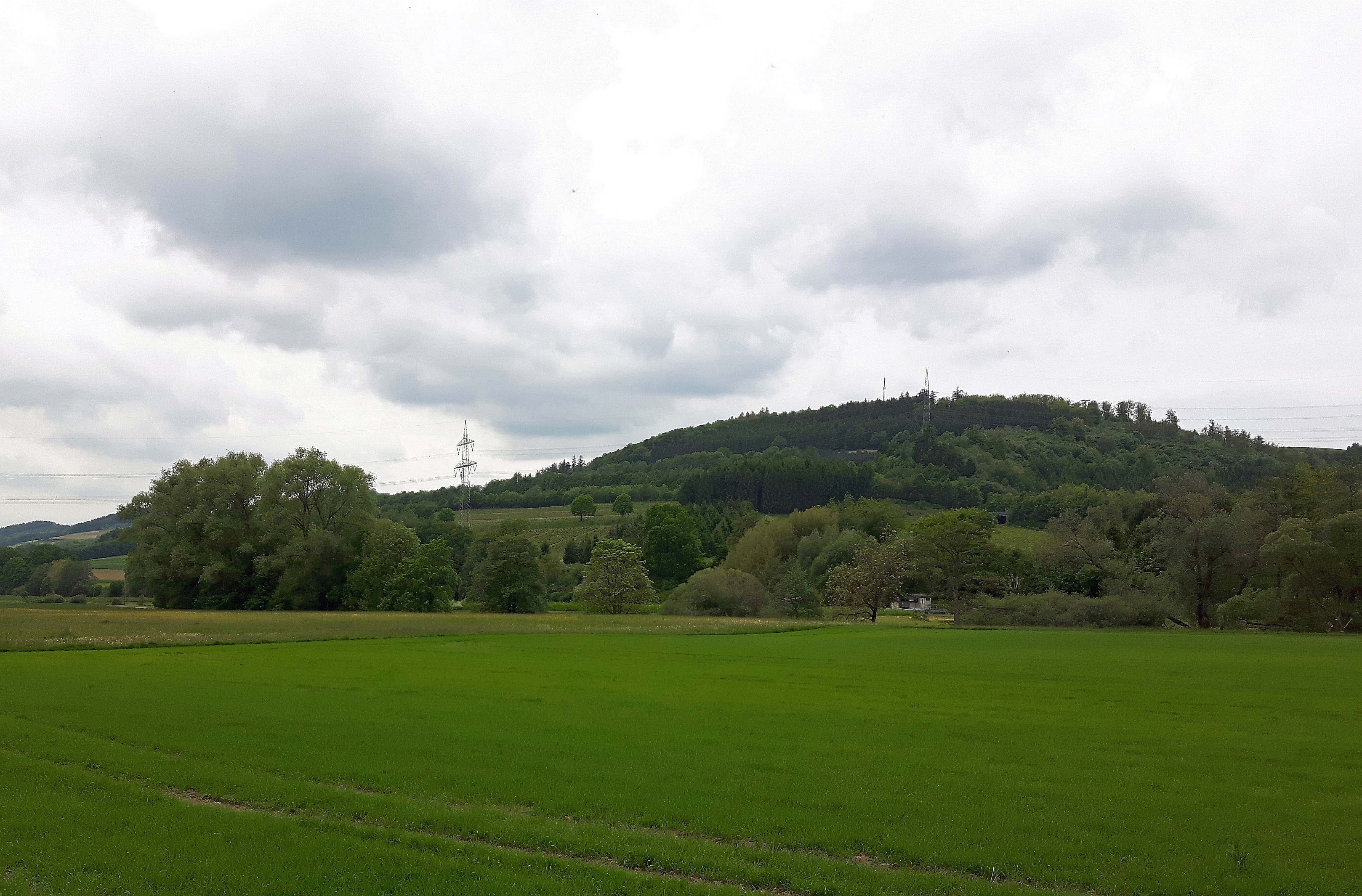
Bestwiger Ruhrtal

Beim NSG handelt es sich um die gesamte Ruhr im Gemeindegebiet. Dieser Bereich der Ruhr zwischen Wehrstapel im Westen und der Landesstraße 743 im Osten ist etwa 7,3 km lang. Die Aue wurde einbezogen, sofern diese nicht bebaut wurde. 

## Tier- und Pflanzenarten im NSG
Im NSG kommen seltene Tier- und Pflanzenarten vor. Auswahl vom Landesamt für Natur, Umwelt und Verbraucherschutz Nordrhein-Westfalen dokumentierter Brutvogelarten im Gebiet: Teichralle und Wasseramsel.
Auswahl vom Landesamt dokumentierter Pflanzenarten im Gebiet: Aronstab, Bitteres Schaumkraut, Braunstieliger Streifenfarn, Breitblättriger Rohrkolben, Echte Zaunwinde, Echter Wurmfarn, Echtes Mädesüß, Flutender Wasserhahnenfuß, Frauenfarn, Gänseblümchen, Gemeines Brunnenmoos, Gewöhnliche Goldnessel, Gewöhnliche Pestwurz, Gewöhnlicher Gilbweiderich, Gewöhnlicher Wasserhahnenfuß, Hain-Sternmiere, Kleine Wasserlinse, Kleiner Dornfarn, Kohldistel, Quellen-Hornkraut, Rote Lichtnelke, Ruprechtskraut, Schlangen-Knöterich, Schmalblättriger Merk, Sumpf-Storchschnabel, Sumpf-Vergissmeinnicht, Wald-Engelwurz, Wald-Erdbeere, Wald-Ziest, Wechselblättriges Milzkraut.

## Schutzzweck
Das NSG soll die Ruhr mit deren Auen schützen.
Wie bei allen Naturschutzgebieten in Deutschland wurde in der Schutzausweisung darauf hingewiesen, dass das Gebiet „wegen der Seltenheit, besonderen Eigenart und Schönheit des Gebietes“ zum Naturschutzgebiet wurde.